# ناحیه چسانینگ، میشیگان
ناحیه چسانینگ (به انگلیسی: Chesaning Township) یک منطقهٔ مسکونی در ایالات متحده آمریکا است که در شهرستان سگینا، میشیگان واقع شده‌است.
 ناحیه چسانینگ ۸۹٫۸ کیلومتر مربع مساحت و ۴٬۶۵۹ نفر جمعیت دارد و ۱۹۴ متر بالاتر از سطح دریا واقع شده‌است.